# Sugajima Hiroki
Hiroki Sugajima (菅嶋 弘希 Sugajima Hiroki, sinh ngày 11 tháng 5 năm 1995 ở Chōfu, Tokyo) là một cầu thủ bóng đá người Nhật Bản thi đấu cho Tokyo Verdy.

## Thống kê câu lạc bộ
Cập nhật đến ngày 10 tháng 12 năm 2017.
| Thành tích câu lạc bộ | Thành tích câu lạc bộ | Thành tích câu lạc bộ | Giải vô địch | Giải vô địch | Cúp                   | Cúp                   | Tổng cộng | Tổng cộng |
| Mùa giải              | Câu lạc bộ            | Giải vô địch          | Số trận      | Bàn thắng    | Số trận               | Bàn thắng             | Số trận   | Bàn thắng |
| Nhật Bản              | Nhật Bản              | Nhật Bản              | Giải vô địch | Giải vô địch | Cúp Hoàng đế Nhật Bản | Cúp Hoàng đế Nhật Bản | Tổng cộng | Tổng cộng |
| --------------------- | --------------------- | --------------------- | ------------ | ------------ | --------------------- | --------------------- | --------- | --------- |
| 2013                  | Tokyo Verdy           | J2 League             | 0            | 0            | 0                     | 0                     | 0         | 0         |
| 2014                  | Tokyo Verdy           | J2 League             | 21           | 0            | 0                     | 0                     | 21        | 0         |
| 2015                  | Tokyo Verdy           | J2 League             | 8            | 0            | 0                     | 0                     | 8         | 0         |
| 2016                  | JEF United Chiba      | J2 League             | 11           | 0            | 2                     | 0                     | 13        | 0         |
| 2017                  | JEF United Chiba      | J2 League             | 6            | 0            | 0                     | 0                     | 6         | 0         |
| Tổng cộng sự nghiệp   | Tổng cộng sự nghiệp   | Tổng cộng sự nghiệp   | 46           | 0            | 2                     | 0                     | 48        | 0         |